# Święte Marta, Agnieszka i Klara

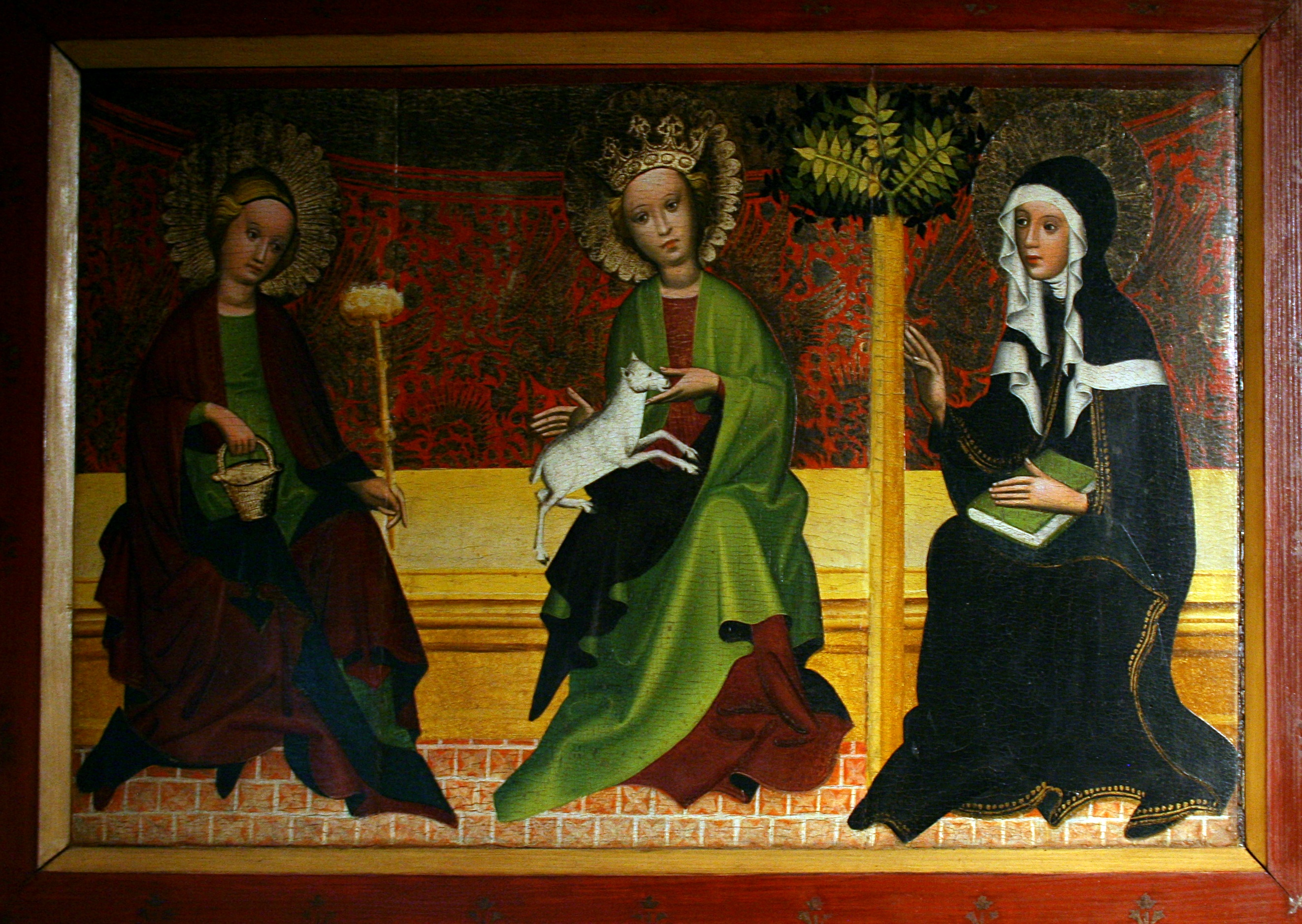
Zdjęcie z widoczną fakturą obrazu oraz ramą

Święte Marta, Agnieszka i Klara, obraz znany także jako Trzy Święte Dziewice – obraz pędzla anonimowego artysty, którego pochodzenie jest nieznane. Dzieło datowane jest przed 1440 r. Dawniej obraz stanowił część wystroju katedry NMP w Sandomierzu, w której znajdował się do 1909 r. Obecnie prezentowany jest w Muzeum Diecezjalnym, mieszczącym się w dawnym domu Jana Długosza w tym mieście. Cenny przykład malarstwa tablicowego w Małopolsce doby gotyku.
Obraz został namalowany techniką tempery na desce lipowej, z elementami srebrnej folii, obramiony malowaną na czerwono ramą. W polu obrazu ukazano zasiadające na ławie trzy święte niewiasty – Martę, Agnieszkę i Klarę. Zostały one przedstawione jako młode kobiety o okrągłych twarzach pozbawionych niemal cech indywidualnych. Tożsamość określają wyłącznie atrybuty: Marta trzyma kropidło i koszyczek (lub pojemnik na wodę), Agnieszka z koroną na głowie dotyka Baranka, który wspina się na jej kolana, zaś Klara kładzie na kolana zamkniętą księgę. Dwie pierwsze z nich ubrane są w długie płaszcze i suknie; św. Marta ma ciemnoczerwony płaszcz i zieloną suknię, św. Agnieszka – zielony płaszcz z ciemnobłękitną podszewką i ciemnoczerwoną suknię. Święta Klara ubrana jest strój zakonny: czarny habit i welon z białą podwiką. Każda ze świętych ma głowę otoczoną ozdobnymi nimbami. Dynamiczne upozowanie świętych zostało zestawione ze sztywnym i statycznym układem ławy, drzewka i posadzki, której płyty i spoiny nie układają się zgodnie z zasadami perspektywy. Ciemne neutralne tło obrazu przysłania namalowana na srebrnej folii ciemnoczerwona kotara z bogatą dekoracją ornamentalną.
Obraz Święte Marta, Agnieszka i Klara został opublikowany po raz pierwszy w 1929 w opracowaniu monograficznym pióra Michała Walickiego. Odtąd dzieło – a zwłaszcza kwestie proweniencji artystycznej, datowania, a także pierwotnego miejsca i funkcji dzieła – stały się przedmiotem dyskusji historyków sztuki. Proponowane przez badaczy różne wersje datowania mieszczą się w granicach od schyłku XIV w. po 1440 r. Michał Walicki przypuszczał, iż obraz wykonano w pracowni krakowskiej, a jego twórca był zaznajomiony z malarstwem czeskim schyłku XIV wieku. Opinia ta została przyjęta przez większości badaczy dzieła z Tadeuszem Dobrowolskim i Jerzym Gadomskim na czele, którzy obok Walickiego kilkakrotnie podjęli badania dzieła, na podstawie których wnioskuje się także wpływ ówczesnego malarstwa krakowskiego na styl obrazu sandomierskiego. Jerzy Gadomski przypuszcza, iż obraz pierwotnie znajdował się w jednym z klasztorów Klarysek (Zawichost, Stary Sącz). Urszula Stępień łączy dzieło z klasztorem Benedyktynek w Sandomierzu, natomiast Karol Estreicher w oparciu o relację Jana Długosza twierdził, iż obraz jest fragmentem retabulum ołtarza z Dzierzgonia, który król Władysław II Jagiełło miał przekazać kolegiacie sandomierskiej po bitwie pod Grunwaldem. Spór dotyczył także identyfikacji postaci: kobietę po lewej pierwotnie identyfikowano ze św. Dorotą i św. Martą, kobieta pośrodku była identyfikowana jako Maria, następnie św. Agnieszka. Świętą w stroju zakonnym kojarzono z bł. Kunegundą Przemyślidką, św. Brygidą, św. Otylią oraz św. Klarą. Obecna identyfikacja – Marta, Agnieszka i Klara jest rezultatem badań Jerzego Gadomskiego przyjętych przez Tadeusza Dobrowolskiego.